# IMBEL MD
IMBEL MD é uma série de carabinas da plataforma FAL produzidos pela IMBEL (Indústria de Material Bélico do Brasil).
O primeiro protótipo, MD-1, foi concebido em meados de 1983. Em 1985, a carabina MD-2 foi apresentada e adotada em pequenas quantidades pelo Exército Brasileiro.  Os rifles MD-2/MD-3 foram fabricados pela IMBEL tiveram algumas modificações, em relação ao fuzil base da plataforma, incluindo uma mudança no sistema de trancamento do ferrolho, do ferrolho basculante, conhecido pela sua baixa confiabilidade, pelo ferrolho rotativo, apresentado em plataformas como a AR-15 e AR-18 e a mudança para o calibre intermediário 5,56x45mm.
A série de rifles IMBEL MD (MD-1, MD-2, MD-3 e o MD-97/4) foram adotados em pequenas quantidades pelo Exército devido ao peso excessivo e pouca vantagem em relação ao fuzil projetado pela FN e pelas constantes falhas de projeto devido à ausência de retém safa-panes.
Além do já mencionado uso militar, essas carabinas são também usados pelas forças policiais de diversos estados brasileiros, tais como o Rio de Janeiro.

## Diferenças
O MD1 e o MD3 possuem a coronha fixa, enquanto a do MD2 é retrátil e de alumínio, a do MD3 é fixa e de polímero sintético assim como a do FN FAL.